# Opština Knjaževac
Die Opština Knjaževac (Kyrillisch: Општина Књажевац, deutsch Gemeinde Knjaževac) ist eine Gemeinde im Okrug Zaječar in Ostserbien. Verwaltungshauptstadt ist die gleichnamige Stadt Knjaževac.

## Geographie
Die Gemeinde ist relativ hügelig und gebirgig. Der höchste Punkt der Gemeinde, und sogleich der Region, ist der Berg Midschur mit 2.169 Metern Höhe, an der Grenze zu Bulgarien.
Der Fluss Timok fließt mit seinen zwei Nebenflüssen Trgoviški Timok und Svrljiški Timok durch die Gemeinde. Die beiden Nebenflüsse werden auch als Weißer Timok und Schwarzer Timok bezeichnet. Weiter flussabwärts fließen der Weiße Timok und der Schwarze Timok ineinander, und der Timok mündet am Ende in der Donau.

### Städte und Dörfer
| - Aldina Reka - Aldinac - Balanovac - Balinac - Balta Berilovac - Banjski Orešac - Beli Potok - Berčinovac - Božinovac - Bulinovac - Bučje - Crvenje - Crni Vrh - Gabrovnica - Glogovac - Gornja Kamenica - Gornja Sokolovica - Gornje Zuniče - Gradište - Grezna - Debelica - Dejanovac - Donja Kamenica | - Donja Sokolovica - Donje Zuniče - Drvnik - Drenovac - Drečinovac - Inovo - Jakovac - Jalovik Izvor - Janja - Jelašnica - Kaličina - Kalna - Kandalica - Knjaževac - Koželj - Krenta - Lepena - Lokva - Manjinac - Miljkovac - Minićevo - Mučibaba - Novo Korito | - Orešac - Ošljane - Papratna - Petruša - Podvis - Ponor - Potrkanje - Pričevac - Ravna - Ravno Bučje - Radičevac - Rgošte - Repušnica - Svrljiška Topla - Skrobnica - Slatina - Stanjinac - Staro Korito - Stogazovac - Tatrasnica - Trgovište - Trnovac - Valevac | - Vasilj - Vidovac - Vina - Vitkovac - Vlaško Polje - Vrtovac - Žlne - Žukovac - Zorunovac - Zubetinac - Ćuštica - Šarbanovac - Šesti Gabar - Štipina - Štitarac - Štrbac - Šuman Topla |

### Nachbargemeinden
Boljevac, Zaječar, Sokobanja, Svrljig, Bela Palanka, Pirot